# 오토데스크 머드박스
머드박스(Mudbox)는 사유 컴퓨터 기반 3차원 조각 및 페인팅 도구이다. 현재는 오토데스크에 의해 개발되고 있지만, 머드박스는 원래 킹콩을 처음 만든 웨타 디지털의 전 아티스트들인 Tibor Madjar, David Cardwell, Andrew Camenisch가 설립한 스카이매터에 의해 개발되었다. 머드박스의 주요 응용은 고해상도 디지털 조각, 텍스처 페인팅, 디스플레이스먼트 및 노멀 맵 제작이지만 디자인 도구로도 사용된다.

## 릴리스
- 2007년 10월, 오토데스크 출시: 버전 1.07의 머드박스.
- 2008년 10월, 오토데스크 출시: 머드박스 2009 (v2)의 머드박스.
- 2009년 8월, 오토데스크 출시: 머드박스 2010 (v3)의 머드박스.
- 2010년 3월, 오토데스크 출시: 머드박스 2011 (v4)의 머드박스.
- 2010년 9월, 오토데스크 출시: 머드박스 2011 SAP (v4.5)의 머드박스.
- 2011년 4월, 오토데스크 출시: 머드박스 2012 (v5)의 머드박스.
- 2012년 4월, 오토데스크 출시: 머드박스 2013 (v6)의 머드박스.
- 2013년 4월, 오토데스크 출시: 머드박스 2014 (v7)의 머드박스.
- 2014년 4월, 오토데스크 출시: 머드박스 2015 (v8)의 머드박스.
- 2015년 4월, 오토데스크 출시: 머드박스 2016 (v9)의 머드박스.

## 같이 보기
- 블렌더 (소프트웨어)
- Z브러시